# Crociati Rugby Football Club 2010-2011

## Eccellenza 2010-2011

### Stagione regolare
| Incontro                 | Andata | Ritorno |
| ------------------------ | ------ | ------- |
| Crociati — Rugby Roma    | 13-13  | 19-20   |
| Mogliano — Crociati      | 6-10   | 13-6    |
| Crociati — Veneziamestre | 14-8   | 41-20   |
| Petrarca — Crociati      | 21-8   | 33-23   |
| Crociati — L’Aquila      | 41-16  | 27-13   |
| Crociati — S.S. Lazio    | 28-12  | 21-21   |
| GranDucato — Crociati    | 9-13   | 14-16   |
| Crociati — I Cavalieri   | 25-18  | 19-32   |
| Rovigo — Crociati        | 39-15  | 38-3    |

#### Risultati della stagione regolare
| Posizione | G  | V  | N | P | PF  | PS  | DP | B | Pt |
| --------- | -- | -- | - | - | --- | --- | -- | - | -- |
| 4ª        | 18 | 10 | 2 | 6 | 352 | 346 | +6 | 4 | 48 |

### Fase finale
| Turno | Incontro          | Andata | Ritorno |
| ----- | ----------------- | ------ | ------- |
| SF    | Crociati — Rovigo | 13-20  | 9-24    |

## European Challenge Cup 2010-11

### Prima fase
| Incontro                  | Andata | Ritorno |
| ------------------------- | ------ | ------- |
| Stade français — Crociati | 57-6   | 34-17   |
| Bucarest — Crociati       | 20-15  | 12-16   |
| Leeds Carnegie — Crociati | 55-6   | 46-6    |

#### Risultati della prima fase
| Posizione | G | V | N | P | PF | PS  | DP   | B | Pt |
| --------- | - | - | - | - | -- | --- | ---- | - | -- |
| 4ª        | 6 | 1 | 0 | 5 | 70 | 224 | -154 | 1 | 5  |

## Verdetti
- Crociati qualificati all'European Challenge Cup 2011-12.